# Gabriele Magni
Gabriele Magni (ur. 3 grudnia 1973 w Pistoi) – włoski szermierz, florecista, brązowy medalista igrzysk olimpijskich i mistrzostw Europy.
Na igrzyskach olimpijskich w Sydney w 2000 roku reprezentacja Włoch w składzie: Salvatore Sanzo, Matteo Zennaro, Daniele Crosta i Gabriele Magni wywalczyła brązowy medal w turnieju drużynowym. W zawodach indywidualnych nie startował.
Nie zdobył medalu na mistrzostwach świata. Zdobył za to brązowy medal w rywalizacji drużynowej na mistrzostwach Europy w Funchal w 2000 roku.